# Gustavsfors
För andra betydelser, se Gustavsfors (olika betydelser).
Gustavsfors är en småort belägen vid Dalslands kanal på gränsen mellan Dalsland och Värmland längs länsväg 172. Huvuddelen av orten ligger i Torrskogs distrikt (Torrskogs socken) i Bengtsfors kommun, Västra Götalands län. Mindre delar av orten ligger i Blomskogs distrikt (Blomskogs socken) i Årjängs kommun, Värmlands län samt i Vårviks distrikt (Vårviks socken).   
Genom Gustavsfors går den nedlagda Dal-Västra Värmlands järnväg som trafikeras av dressintrafik mellan Årjäng och Bengtsfors. 
På orten finns Gustavsfors bruk med anor sedan 1740-talet. Därtill Gustavsfors kapell, vandrarhemmet Alcatraz (uppfört i ett gammalt magasin vid kanalen mellan sjöarna Stora Le och Kyrksjön), några sommaröppna caféer och restauranger, kanotuthyrning och en lanthandel.

## Befolkningsutveckling
| Befolkningsutvecklingen i Gustavsfors 1950–2015                                                 | Befolkningsutvecklingen i Gustavsfors 1950–2015 | Befolkningsutvecklingen i Gustavsfors 1950–2015 | Befolkningsutvecklingen i Gustavsfors 1950–2015 | Befolkningsutvecklingen i Gustavsfors 1950–2015 |
| ----------------------------------------------------------------------------------------------- | ----------------------------------------------- | ----------------------------------------------- | ----------------------------------------------- | ----------------------------------------------- |
|                                                                                                 |                                                 |                                                 |                                                 |                                                 |
| År                                                                                              |                                                 |                                                 | Folkmängd                                       | Areal (ha)                                      |
| 1950                                                                                            | 1950                                            |                                                 | 368                                             | ##                                              |
| 1960                                                                                            | 1960                                            |                                                 | 244                                             |                                                 |
| 1965                                                                                            | 1965                                            |                                                 | 234                                             |                                                 |
| 1970                                                                                            | 1970                                            |                                                 | 206                                             |                                                 |
| 2010                                                                                            | 2010                                            |                                                 | 115                                             | 83#                                             |
| 2015                                                                                            | 2015                                            |                                                 | 117                                             | 69#                                             |
| Anm.: Upphörde som tätort 1975. ## Som tätort/befolkningsagglomeration 1920–1950. # Som småort. |                                                 |                                                 |                                                 |                                                 |